# Mathieu Sawe
Mathieu Kiplagat Sawe (2 luglio 1988) è un altista keniota.

## Palmarès
| Anno | Manifestazione           | Sede         | Evento        | Risultato | Prestazione | Note |
| ---- | ------------------------ | ------------ | ------------- | --------- | ----------- | ---- |
| 2010 | Campionati africani      | Nairobi      | Salto in alto | 10º       | 2,05 m      |      |
| 2012 | Campionati africani      | Porto-Novo   | 800 m piani   | Batteria  | 1'56"29     |      |
| 2012 | Campionati africani      | Porto-Novo   | Salto in alto | Bronzo    | 2,15 m      |      |
| 2014 | Giochi del Commonwealth  | Glasgow      | Salto in alto | 18º (q)   | 2,11 m      |      |
| 2014 | Campionati africani      | Marrakech    | Salto in alto | 6º        | 2,15 m      |      |
| 2015 | Giochi panafricani       | Brazzaville  | Salto in alto | 4º        | 2,19 m      |      |
| 2015 | Giochi mondiali militari | Mungyeong    | Salto in alto | 6º        | 2,20 m      |      |
| 2016 | Campionati africani      | Durban       | Salto in alto | Oro       | 2,21 m      |      |
| 2018 | Giochi del Commonwealth  | Gold Coast   | Salto in alto | 16º (q)   | 2,15 m      |      |
| 2018 | Campionati africani      | Asaba        | Salto in alto | Oro       | 2,30 m      |      |
| 2019 | Giochi panafricani       | Rabat        | Salto in alto | Argento   | 2,15 m      |      |
| 2019 | Mondiali                 | Doha         | Salto in alto | 29º (q)   | 2,17 m      |      |
| 2021 | Giochi olimpici          | Tokyo        | Salto in alto | 30º (q)   | 2,17 m      |      |
| 2022 | Campionati africani      | Saint Pierre | Salto in alto | 6º        | 2,05 m      |      |

## Altre competizioni internazionali
2014
- 8º in Coppa continentale ( Ostrava), salto in alto - 2,15 m